# Elpistostegalia
Elpistostegalia ili Panderichthyida je red praistorijskih dugoperajnih riba koje su živele tokom kasnodevonskog perioda (pre oko 385 do 374 miliona godina).